# Балдовинешти (Телеорман)
Балдовинешти (рум. Baldovinești) насеље је у Румунији у округу Телеорман у општини Чоланешти. Oпштина се налази на надморској висини од 141 m.

## Становништво
Према подацима из 2002. године у насељу је живело 552 становника, од којих су сви румунске националности.